# Andrea Bianchi (Regisseur)
Andrea Bianchi (* 31. März 1925 in Rom; † 14. November 2013 in Nizza) war ein italienischer Regisseur, Drehbuchautor und Filmeditor.

## Leben
Bereits in sehr jungen Jahren, 1940, war er Schüler des Centro Sperimentale di Cinematografia und wandte sich nach dem Abschluss zunächst als Journalist dem Gebiet der Operette zu. Von 1962 an lebte er zehn Jahre in den USA und begann nach seinen dortigen Erfahrungen durch die Mitarbeit an Fernsehserien, eigene Filme zu drehen. Zu seinen bekanntesten Werken zählt der Splatterfilm Die Rückkehr der Zombies aus dem Jahr 1980. Oftmals arbeitete er mit dem Produzenten Gabriele Crisanti zusammen. Sein Künstlername lautet Andrew White. Später wandte er sich dem Erotik- und Pornofilm zu.
Bianchi wird als „König des Horrorsex-Genres“ bezeichnet.

## Filmografie
- 1972: Diabolisch  (Night Hair Child) (Ko-Regie)
- 1972: Die Schatzinsel (Treasure Island) (Ko-Regie)
- 1973: Die Rache des Paten (Quelli che contano)
- 1974: Der Oberst mit dem Dachschaden schlägt wieder zu (Basta con la guerra… facciamo l'amore)
- 1975: Der geheimnisvolle Killer (Nude per l'assassio)
- 1976: Confessions of a Frustrated Housewife
- 1977: Naughty Teen
- 1978: La Moglie siciliana
- 1979: Komm und mach's mit mir (Malabimba)
- 1981: Die Rückkehr der Zombies (Le notti del terrore)
- 1982: Die erotischen Träume einer Frau (Altri desideri)
- 1982: Piège pour une femme seule, Co-Regie
- 1983: Exciting Love Girls
- 1985: Stets bereit (Morbosamente vostra)
- 1986: Schamlose Angela (Dolce pelle di Angela)
- 1987: Angel of Death (Commando Mengele)
- 1987: Maniac Killer
- 1988: Racconti di donne
- 1988: Dangerous Love – Lust und Begierde (Io, Gilda)
- 1989: The Massacre
- 1990: Mystifying Revelation
- 1991: Le Perversioni degli angeli
- 1993: Hot Laps (Formula 3 - I ragazzi dell'autodromo)
- 1993: Game of Seduction (Gioco di seduzione)
- 1995: Fleshy Doll (Bambola di carne)